# Kriegeriales
 (mars 2025).
Ordre
Les Kriegeriales sont un ordre de champignons Basidiomycètes de la classe des Microbotryomycetes.

## Liste des familles
- Camptobasidiaceae
- Kriegeriaceae